# 寒冬
寒冬（かんとう）とは平年（1991 - 2020年の平均）に比べて気温の低い冬のことである。気象庁による3階級表現で12 - 2月の平均気温が「低い」に該当した場合の冬をいう（階級表現に関しては外部リンクも参照のこと）。厳冬（げんとう）とも呼ばれる。
なお、平年値は10年ごと（西暦で1の位が1の年）に更新されるため、階級表現も更新される。そのため、当時の平年値では「並冬」であった冬が更新された平年値では「寒冬」となる場合もある。また、逆に「暖冬」が「並冬」または「寒冬」となる場合もありえる。2021年5月19日から使用されている新平年値は1991 - 2020年の平均となる。近年（1990年代以降）での全国的な寒冬は、特に2月を中心に異常低温となった2012年（奄美沖縄を除く）や2018年、2022年など。史上最低の気温の低さとなった冬は1944 - 1945年。

## 寒冬の原因
日本では偏西風の蛇行や北極振動が負になって寒気が流れ込みやすい時に寒冬になるとされ、寒冬年は豪雪を伴うこともある。日本では戦前において寒冬傾向が顕著であった（ただし、暖冬の年がないわけではない）。戦後においては比較的暖冬の年が多かった1948 - 1960年の間を除いては1986年頃まで寒冬となる年が多く、2年以上連続で寒冬になることも少なくなかった。しかし、1987年以降は暖冬傾向が顕著となっており、寒冬年は減少している。特に1990年代は当時の平年値（1961 - 1990年）で1996年を除き、一貫して暖冬であった（ただし、現在は平年値が上昇したため、1994年や1995年は平年並みになっている）。2000年代に入ると北日本を中心に並冬や寒冬となる年も見られるようになり、特に北海道では2001年に顕著な寒冬となったものの、全体的には暖冬傾向が続いている。しかし、2010年以降は暖冬傾向が弱まっていると見受けられ、同年以降に記録的な高温が続出している夏や秋とは対照的になっている。1987年以降の日本の暖冬傾向の原因として都市化や地球温暖化、地球規模の気候変動が関連すると考えられているが、北極振動や太陽活動、大気潮汐などの関連性も指摘されている。また、ラニーニャ現象の発生年は日本列島では寒冬になりやすい傾向にあり、1962 - 1963年や1973 - 1974年、1983 - 1984年、1996年、2005 - 2006年、2012 - 2014年、2021 - 2022年、2024 - 2025年などはその代表例である。ただし、1976 - 1977年などエルニーニョ現象の発生年でも寒冬になることもあり、因果関係ははっきり解明されていない。
戦後においては日本列島全体が寒冬となることは少なく北冷西暖型（北日本で低温、西日本や南西諸島で高温）、北暖西冷型（北日本で高温、西日本や南西諸島で低温）に分かれることが多い。近年、特に2000年代後半以降は北暖西冷傾向が顕著であり朝鮮半島や中国大陸部から押し寄せる西日本中心の西回り寒波が主体となる一方、シベリア東部やサハ共和国などから北海道以南へ南下する北・東日本中心の北回り寒波は極めて少なくなっている傾向があり、どちらかというと北暖西冷型の冬が多く、特に2011年と2015年、2025年はこの傾向が著しかった。しかし、2012年・2013年と2022年・2023年はいずれも2年連続での北冷型（北日本ほど負の偏差が大きかったが、西日本でも平年を下回った）、および3か月を通しての低温になった。
北暖西冷型の特徴は大陸からの低気圧が日本海を北上して北海道付近を通過してオホーツク海に低気圧が停滞しやすくなったことで流氷の形成を妨げた結果、大陸からの寒気が朝鮮半島を経由して西日本方面へ多く放出されるという現象をもたらす傾向が強くなり、特にラニーニャ現象の時に起こりやすい。このタイプの冬が近年は増加しており、中国地方、九州、沖縄や南西諸島に記録的低温を近年でももたらしている。その要因としては東太平洋の海水温の恒常的な上昇、黒潮の北上もあげられる。北暖西冷型の場合北海道から東日本の太平洋側が著しく高温になることが多く連動している。西風の影響が強いと北西部に標高の高い山地のある十勝平野と関東平野が冬季の高温にさらされやすい特徴がある。
北冷西暖型の時はオホーツク海が流氷で覆われることで大陸化し、東シベリアからの寒気を直接北海道から東北へと南下する北回り寒波が王道タイプであるが、この北回り寒波は高緯度付近の地球温暖化の影響を強く受けた結果、極めてまれとなりつつあり、どちらかというと大陸方面から寒気が南下せずにそのまま横滑りで北海道付近にせり出す場合の方が多くなっており、この場合は北日本・東日本の太平洋側は日本海側に比べると比較的寒気の影響が小さくなり、道東から三陸、関東地方にかけては北冷西暖型でもそれほど寒くならないという年が目立っている。北冷西暖型の場合は南岸低気圧が発生しやすく、寒気のせり出し具合によって太平洋側に積雪をもたらすことがあり、その代表が1998年1月や2014年2月である。
また、寒冬年は寒気の強さを反映して春も寒春傾向になりやすく、新緑や桜の開花などが遅れることが多い。ただし1949年、1993年、2010年など記録的な暖冬の年でも寒春になったこともあれば、1961年、1967年、1982年、1985年、2001年、2003年、2006年、2022年のように寒冬年でも暖春になったこともあるので、必ずしも冬の気温が春に直結するとは限らなく、2007年などを筆頭にむしろ大暖冬の年は並春や寒春になりやすい場合がある。寒冬といっても平均気温で扱っているため、毎回極端な最低気温が観測されるとは限らない。
近年の寒冬多発により、2000年代より平年値において冬季の平年値は暖冬だった2001 - 2002年、2006 - 2007年、2009年 - 2010年、2019 - 2020年、2023 - 2024年を除き、多くの地域で軒並み下降している。これによって、以前は寒冬とされていた冬が平年並みになったり、平年並みとされていた冬が寒冬として扱われることも決して少なくない。

## 気象庁における基準

### 寒冬
地域平均気温の平年差が低い（1991 - 2020年の平年値による）
- 北日本 -0.3°C以下
- 東日本 -0.4°C以下
- 西日本 -0.4°C以下
- 沖縄・奄美 -0.4°C以下

### 大寒冬
地域平均気温の平年差がかなり低い（1991 - 2020年の平年値による）
- 北日本 -1.2°C以下
- 東日本 -1.1°C以下
- 西日本 -1.0°C以下
- 沖縄・奄美 -0.8°C以下

## 社会への影響
- 過去の寒冬年は日本海側や内陸部を中心に長期的な豪雪・大雪による被害が発生することも少なくなく、記録的な寒冬となった1962 - 1963年、1980 - 1981年、1983 - 1984年、1985 - 1986年、2005 - 2006年、2011 - 2012年、2012 - 2013年、2021 - 2022年の冬、1990年1月、1998年1月、2000年2月、2002年12月、2008年2月、2011年1月、2014年2月及び12月、2016年1月、2020年12月 - 2021年1月、2022年2月、2022年12月 - 2023年1月、2024年12月 - 2025年2月は豪雪災害が発生しており雪による人的・物的被害が増える傾向がある。近年では高齢化により、70歳以上の高齢者が巻き込まれる事故が増えている（その一例として平成18年豪雪や平成30年の大雪、令和3年の大雪などに見られる豪雪・大雪による死者の半数近くが中期高齢者以降の高齢者で占められている）。
- スキー場に関しては降雪量が増えることで営業にプラスになる一方、同時に雪崩などの危険も増すため営業中止となるところもある。
- -4°C以下の極低温による水道管の凍結、破損が発生する恐れが高まる。
- 冬物衣料品や個人向け除雪機、スノーダンプ、スコップなどに見られる除雪用品の売り上げが好調となったり、暖房の需要拡大により電力、灯油などの需要が増加するなどの経済効果がある。しかし豪雪地帯では雪の除雪費用、および暖房光熱費が増加し、財政の厳しい自治体では財政が圧迫されるなどの影響が出る。
- 春の訪れが遅れて、桜の開花や満開が遅くなる傾向がある（特に寒冬に続いて寒春になる場合、1970年・1984年・1996年・2011年・2012年などが該当する）。

## 近年の冬
戦後直後の1950年代 - 1960年代で規模が大きい日本の寒冬は1953年、1957年、1967年、1968年など。1970年代に突入すると寒冷化（地球寒冷化）が進み、以前の20年間よりも気温が低い冬を多く出した結果となった。1970年代 - 1980年代は寒冬がとても多く、規模がかなり大きい寒冬は1970年、1974年、1975年、1977年、1981年、1984年、1986年と、1950年代 - 1960年代に比べてかなり多くなっている。現在の基準で、全国平均が平年以下（平年差が0.0°Cを下回る）となった寒冬は1970年、1971年、1974年、1975年、1976年（2月は除く）、1977年、1978年（前年12月は除く）、1980年（前年12月は除く）、1981年（北日本を除く）、1982年、1983年、1984年、1985年、1986年など、ほとんどが寒冬で、日本戦後有数の大寒冬も、多くが1970年代 - 1980年代である。1990年代は異常に暖冬が多く、全国平均が平年以下となったのは1996年（北日本を除く）のみ。21世紀以降では地球温暖化により寒冬が減ってきているが、2000年代以降の全国平均が平年以下（平年差0.0°Cを下回る）となった寒冬は2000年、2001年（特に北日本）、2003年、2006年（2月中旬以降は除く）、2008年（特に2月）。2010年代では2011年（西日本と奄美沖縄）、2012年（奄美沖縄を除く）、2013年（奄美沖縄を除く）、2014年（北海道を除く）、2015年（北日本を除く）、2018年、2020年代では2022年と1990年代に比べれば増えている。しかし、2016年以降は、全国的に暖冬となる頻度が多くなりつつある。2019年、2020年、2021年（前半期間を除く）は3年連続東日本では大暖冬となった。

## 過去の主な寒冬（日本）
前述の通り気象学的には冬の期間は12月から2月にかけての3か月間を差し2つの年を跨ぐ事となるため、本項でも1シーズンを2つの年で記述する（例：「1944 - 1945年」と記載される場合、1944年12月から1945年2月にかけての冬を表す）。
1887 - 1888年
2月5日に秋田で歴代最低の-24.6°Cを観測。2月の平均気温も-3.7°Cと歴代3位。
1899 - 1900年
1月27日に松本で歴代最低の-24.8°Cを観測。
1901 - 1902年
1月25日に旭川で日本官署で歴代最低となる-41.0°Cを観測。宇都宮で1月24日に歴代最低の-14.8°Cを観測。ちなみに寒冬であると同時に統計上最大の冷夏年でもある。また、1月23日に出発した青森歩兵第5連隊は1月24日2時半に帰投するため露営地を出発したが果たせず、約140名中最終的に生き残ったのが11名という事件「八甲田雪中行軍遭難事件」となった。
1912 - 1913年
歴代最大の低温年であり、冬も顕著な低温であった。
1917 - 1918年
西日本を中心に寒冬となり、特に九州では1963年・1936年等と並んで観測史上最も寒い冬の一つである。福岡では12月30日に観測史上最大の積雪30cm、1月平均気温が過去最低の2.2°Cを記録した。
1920 - 1921年
1月16日に甲府で歴代最低の-19.5°Cを観測。
1921 - 1922年
1月に北海道で記録的低温。帯広の平均気温 -16.6°C（最高平均 -6.7°C/最低平均 -26.4°C）、旭川の平均気温 -16.3°C（最高平均 -10.3°C/最低平均 -24.0°C）、札幌の平均気温 -10.2°C（最高平均 -4.8°C/最低平均 -16.6°C）はいずれも歴代最低。他、北日本、東日本各地で歴代最低の平均気温を観測（釧路 -11.5°C、秋田 -4.4°C、宮古 -4.1°C、石巻 -3.5°C、つくば -1.1°C、東京 0.6°C、新潟 -1.4°C、飯田 -2.7°C）。しかし2月は一転して記録的高温になった。
1930 - 1931年
2月23日に青森で歴代最低の-24.7°Cを観測。根室では2月18日に歴代最低の-22.9°Cを観測し、2月の平均気温も-10.2°Cと観測史上最低となった。
1935 - 1936年
1938 - 1939年
2月11日に高山で歴代最低の-25.5°Cを観測。
1944 - 1945年
平均気温は南西諸島を除き平年より3 - 4°C以上も低く、気象庁の統計開始以来現在までで最も寒い冬となっている。ピーク時は平年を10°C以上下回る日が連続し、多くの地点で積雪記録を更新し長野県や富山県の一部では7mを超えた。北海道の雄武と北見枝幸では92日連続の真冬日（富士山頂以外では最長記録）を記録した。全国各地で歴代最低平均気温を記録（青森1月 -5.7°C、八戸1月 -6.2°C、函館1月 -7.9°C、盛岡1月 -6.7°C、山形1月 -5.0°C、仙台1月 -3.0°C、福島1月 -2.6°C、小名浜1月/2月 -0.1°C、宇都宮1月 -1.9°C、水戸1月 -0.7°C、前橋1月 -0.2°C、熊谷1月 -0.1°C、長野1月 -4.9°C、軽井沢2月 -7.3°C、河口湖1月 -5.2°C、名古屋1月 0.4°C、高山2月 -6.0°C、津2月 2.0°C、富山2月 -1.2°C、金沢2月 -0.2°C、福井2月 -0.5°C、大阪2月 1.8°C、神戸1月 1.8°C）。また、盛岡で1月26日に-20.6°C、大阪で1月28日に-7.5°Cを観測し歴代最低気温となっている。
1946 - 1947年
この年は7・8月を除いて低温であり、冬に関しては12月と2月が著しかった。特に2月は、北日本で平年よりも2.0°C、東日本で平年よりも3.2°C、西日本で3.5°C、南西諸島で3.0°Cも低かった。また、イギリスでも大寒波となり、社会や政治に大きな悪影響を及ぼした。
1952 - 1953年
北日本においては戦後最大の寒冬（特に、北海道では平年を3.4°Cも下回った）である一方、南西諸島は0.4°Cしか下回らず（当時の平年値では平年並み）、北冷傾向が強い寒冬だった。1月3日に八戸で歴代最低の-15.7°Cを観測。
1955 - 1956年
1956 - 1957年
1960 - 1961年
日本海側で記録的な豪雪となり、1月18日には新潟県内で積雪があまり多くない新潟市で最深積雪120cmを観測した。ただこの年は比較的春の訪れが早く、3月以降は平年並みか高温で推移した。
1962 - 1963年
12月はやや暖冬傾向で推移したが同月末以降、西日本を中心とした大寒波に襲われ北陸地方では平野部を中心に記録的豪雪に見舞われた。雪雲は本州日本海側だけでなく九州地方にも流れ込み、鹿児島県でも大雪となった。寒気が西回りで流れ込んだため北海道では暖冬、東北地方ではほぼ平年並の気温だったが東日本以西では顕著な寒冬となり1月と2月は西日本、南西諸島で記録的低温となった。全国平均で見た場合、当時の平年比（1931 - 1960年）では平年よりもやや低い程度にとどまった。しかし、これは北海道の気温が高かったことと当時の平年値は1936年や1945年など戦前の記録的な寒冬の数値が含まれているためで、現在の平年並みとは大きくかけ離れている。
1966 - 1967年
北日本を中心に低温となり、初冬から強い寒波に見舞われた。2月12日には東京都心で最高気温が-0.2°Cと戦後唯一の真冬日を観測した。しかし、この年は寒冬年にしては珍しく、春の訪れが早かった。
1967 - 1968年
東北地方から南西諸島の広い範囲で寒冬となり特に12月と2月は西日本、南西諸島で記録的低温となった。平年を5°C以上下回る日も多く冬平均も西日本（平年比 -2.5°C）、南西諸島（平年比 -2.7°C）で平年を2°C以上下回る顕著な寒冬となり九州地方でも大雪となった。1967年秋から1968年春にかけてラニーニャ現象が発生していた。
1969 - 1970年
12、1月を中心とした寒冬。ただ寒冬の割には太平洋側の降雪が少ないといった特徴が見られた。2月中旬には比較的暖かい日も見られるようになったが、同月下旬からは一転北日本から強い寒気の流れを受けやすくなり、春も異常寒春となった。
1970 - 1971年
1973 - 1974年
この冬はラニーニャ現象が発生しており、やや暖冬だった北海道を除くと全国的に気温が低く、東北から南西諸島で平年を1.1 - 1.9°Cも下回る低温となった。また、秋田県では12月 - 3月にかけて記録的豪雪となった。特に秋田県内では積雪が少ない秋田市は117cmという記録的な豪雪であった。
1974 - 1975年
1976 - 1977年
この年は日本で暖冬が起きやすいとされるエルニーニョ現象が発生していたにもかかわらず、平均気温は全国で平年より0.9 - 2.5°C低くラニーニャ発生年並みの顕著な寒冬となった。特に北日本では観測史上有数の記録的な大寒冬になっている。12月下旬から2月中旬まで気温は平年を大幅に下回る状態が続き、日本海側では大雪による被害も発生した。2月17日には久米島で、沖縄の気象観測史上唯一となる雪（正確には霙）も降った。エルニーニョ発生年でありながら顕著な寒冬となったのは後述の2013年と同様に北極振動が負に動いたことが大きい。各地の最低気温は、鹿児島 -5.8°C、福岡 -5.2°C、高知 -7.9°C、山口 -8.9°C、広島 -7.5°C、舞鶴 -8.8°C、奈良 -7.8°C、富士山 -35.2°C、紋別 -24.6°C、網走 -25.7°C、根室 -22.7°Cなど。この寒波は戦後日本に襲来したものでも最強クラスの寒波で、1981年2月下旬寒波や2016年1月下旬寒波と並び戦後屈指の猛烈寒波と称される。
| 年     | 月  | 北日本 | 東日本 | 西日本 | 南西諸島 | 旬   | 北日本 | 東日本 | 西日本 | 南西諸島 |
| ------ | --- | ------ | ------ | ------ | -------- | ---- | ------ | ------ | ------ | -------- |
| 1977年 | 2月 |        |        |        |          | 中旬 | -2.9   | -3.0   | -4.0   | -3.6     |
1977 - 1978年
この年の2月は北海道では記録的な大寒冬となり、2月は平年より4.5°Cも低かった。1977年12月は全国的に平年を上回り、1月まで平年並み傾向で推移していたものの、2月になると一変し北海道では網走 -12.0°C、稚内 -9.2°Cなど各地で観測史上最低の平均気温を観測するなど記録的な寒冬となり、2月7日には全国の気象官署・アメダス地点としては1902年の帯広の-38.2°Cに次ぐ記録となる-38.1°Cを旭川市江丹別で観測した他、幌加内町母子里で戦後最低となる-41.2°Cを観測した。
1979 - 1980年
12月は顕著な暖冬傾向であったが1月以降は徐々に寒冬傾向となり、特に2月は本格的な冬型気圧配置が続き寒い日が多く、2月の月平均気温は東京で平年並みの他は全国的に1°C前後低かった。最深積雪は山形県新庄 189cm、新潟県上越市高田 224cm、新潟県北魚沼郡入広瀬村 344cm、など。
1980 - 1981年
北日本を除き寒冬となり、特に西日本では平年を2.0°Cも下回った。里雪型の影響で北陸地方平野部でも最深積雪が1mを超えるなど、日本海側では大雪による被害が続出した。2月中旬になると一時的に暖かい日が続いたが、2月末には大寒波が襲来し、特に西日本を中心に記録的な冷え込みとなった。富士山では2月27日に観測史上最低の-38.0°Cを記録した。各地の最低気温は阿蘇山 -15.9°C、岡山 -9.1°C、神戸 -7.2°Cなど。この寒波は戦後日本を襲来したものでも猛烈な寒波で、1977年2月中旬の寒波とともに戦後屈指で最強クラスの寒波である。春を過ぎても異常低温が続いていた。
| 年     | 月  | 北日本 | 東日本 | 西日本 | 南西諸島 | 旬   | 北日本 | 東日本 | 西日本 | 南西諸島 |
| ------ | --- | ------ | ------ | ------ | -------- | ---- | ------ | ------ | ------ | -------- |
| 1981年 | 2月 |        |        |        |          | 下旬 | -3.9   | -4.1   | -4.1   | -1.8     |
1983 - 1984年
気象庁によって正式に異常気象とされた冬である。59豪雪（五九豪雪）とも言われる。平均気温は全国的に平年を大幅に下回り、東日本や西日本を中心に観測史上有数の寒冬となり1944 - 1945年に次いで2番目の低温であった。特に1月中旬から2月にかけては全国的に平年を7 - 8°C下回る日が続き、冬平均（12 - 2月）でも東北から九州にかけて平年より2.3 - 2.8°Cも低かった。東日本の2月は平年を3.4°Cも下回った。1月以降は南岸低気圧での大雪も頻発し、降雪量は仙台 148cm、横浜 109cm、東京 92cm、京都 79cm、名古屋 59cm、岡山 35cm、大分 25cm、積雪量は大阪 17cm（いずれも現在に至るまで観測史上最大）など、北日本から西日本まで太平洋側の各地で軒並み観測史上例のない記録的な大雪となった。秩父市では11月から3月まで4か月連続で全く途切れのない冬日となるなど、長期にわたって冬型気圧配置と日本付近への寒気の流れ込みが続き、気温が低い状態が継続したところに南岸低気圧が次々通過した。この異常低温・大雪は春先まで続き、関東・甲信以西の太平洋側でも6日以上も冬日を記録、さらに前年11月及び4 - 5月も異常低温になり梅雨期まで半年以上に亘り低温傾向は解消されず4月下旬から5月上旬に北日本で季節外れの豪雪に見舞われ、さくらの開花も各地で大幅に遅れた。1983年秋から日本に寒波と豪雪をもたらすラニーニャ現象が断続的に発生していた。
1984 - 1985年
12月上・中旬までは暖冬傾向で推移したが12月下旬から1月は大寒波に見舞われ、日本海側では北陸以北を中心に豪雪となった。1月は北日本、特に北海道で記録的低温となり、旭川などで月平均気温が戦後最低となった。東日本、西日本でも平年を大きく下回った。2月は寒暖の変動が大きかったが気温の高い日も多くなり3月以降は全国的には平均気温は平年並か高く経過し、前年のような大寒春にはならなかった。この冬も前年程ではないが日本列島に低温、豪雪をもたらすラニーニャ現象が続いていた。
1985 - 1986年
1984年ほどではないものの3か月通して気温の低い状態が続き1・2月は平年を5 - 6°C下回る日が多く、冬平均気温も全国的に平年より1 - 2°C低かった。寒気団が居座って日本海側では記録的な大雪となり、新潟県上越市高田では2月6日に最深積雪が324cmに達するなど、新潟県上越地方を中心に1984年を上回る観測史上最大の降雪量を記録したところもある。ただし、春以降は周期的に寒気の流入があったが気温の上昇は比較的順調で1984年のような半年を超える異常低温とはならず春の訪れはほぼ平年並みであった。
1995 - 1996年
ほとんどが暖冬年の1987年 - 1990年代の間において唯一の寒冬（ただし1987年の北海道と奄美沖縄、1988年の北日本、1990年1月、1992年の沖縄県、1997年の西日本以南、1998年の北海道など、地域別に見ればこの年だけではない）となり日本海側山間部で雪が多く東日本（平年比 -0.8°C）、西日本（平年比 -1.0°C）、南西諸島（平年比 -0.6°C）で冬の平均気温を下回った。11月から寒い日が続き12月25日にはクリスマス寒波となり三重県四日市市では翌26日にかけて記録的大雪に見舞われ、26日には最深積雪53cmを記録した。その後翌1月9 - 10日にかけては東海地方でも大雪となり、岐阜市で観測史上5番目の48cmの積雪を記録した。そしてその後も1月下旬から2月上旬に強烈な寒波が襲来し記録的大雪となった地域が続出した。ただしこの年は継続的に低温が続くことはなく1月中旬や2月中旬には東日本から西日本の地点で最高気温が20°C前後まで上がる日があるなど、寒暖の変動がかなり大きい冬だった。なお北日本では+0.1°C（旧平年値では+0.3°C）と並冬で北海道では+0.3°C（同+0.6°C）で暖冬だったが一部では記録的な大雪となり、札幌市では冬期間（12 - 2月）の総降雪量が577cmに達した。この年は冬に続いて3月以降も気温がかなり低く寒春になり、特に4月は月前半に西日本を中心に非常に強い寒気が断続的に流れ込み東海以西の太平洋側平野部でも季節外れの降雪が観測されるなどして顕著な低温となった。
2000 - 2001年
この年は北・東日本のみの寒冬だったが北日本の平均気温は平年を1.7°C（北海道に限れば2.0°C）下回り、1985 - 1986年以来15年ぶりに平年を1°C以上下回る寒冬となった。1月中旬には強い寒波が襲来し北日本から九州北部の日本海側で大雪となり、1月15日には金沢市で84cmの積雪を記録した。また、1月は本州南岸を低気圧が周期的に通過しやすかった影響で東北南部から関東・甲信地方でも多くの地点で記録的な大雪となった。1月は北日本から東日本で低温となったが冬平均で低温だったのは北日本のみで東日本（平年比 -0.3°C）と西日本（平年比 +0.2°C）のうち近畿・中国・四国・九州北部地方は平年並みの寒さとなり、九州南部以南は暖冬となった。その一方で奄美群島と沖縄県などの南西諸島（平年比 +1.1°C）は顕著な暖冬であったため、全国平均では平年並みの冬となった。この年は北極振動指数がマイナスであったため日本付近に寒気が流れ込みやすい傾向にあったが一方で日本の南の太平洋高気圧の勢力が冬になっても依然として強く、西日本方面への寒気の南下は妨げられていた。
2002 - 2003年
この年も2001年と同じく、北・東日本のみの寒冬になったが、北日本では2001年ほどの低温にはならなかった。西日本と南西諸島でも低温の時期があったが、高温の時期にかき消されたため、冬平均では平年をやや上回った。12月は北海道で平年よりも2.3°C、東北で1.4°C、関東で1.1°Cも低かった一方、九州南部以南では0.7°C高く、地域差が非常に大きかった。1月になると反対に、北日本では平年並みになり、南西諸島で平年を1°C以上下回った。東・西日本でも0.3 - 0.8°Cほど下回った。2月になると再び反転し、西日本以南で平年よりも0.7°Cほど高くなった一方、北海道では0.8°Cほど低くなった。
2005 - 2006年
当初、気象庁は暖冬と予想していたが12月中旬頃から北極振動により日本付近に寒気が流れ込みやすくなった。そのため予想に反して北海道から山陰地方では大雪が続き12月21 - 22日には非常に強い寒気が日本列島に流れ込んで名古屋市で23cmの積雪を記録、積雪が非常に稀な宮崎市でも1cmの積雪を観測し気象庁は暖冬予想を撤回した。12月の月平均気温が戦後最低になった地点が続出し、低温傾向は1月上旬まで続いた。1月中旬以降は寒気の南下は一時的で平年並か平年より高くなったが北日本・北陸地方以北の山間部の一部ではその後も積雪は増え続け、積雪が3 - 4mに達した。1月21日には南岸低気圧の影響で関東地方でも大雪となり、東京でも積雪となった。著しい低温となった北陸地方では12 - 2月の平均気温が平年を1.4°C（当時の平年値では1.2°C）下回り、最も寒かった12月は平年を3.2°C（同3.1°C）下回る記録的な低温となった。それ以外の地域でも北日本から九州北部の広い範囲で12 - 2月の平均気温を下回り北日本では平年比 -0.8°C（同-0.6°C）、東日本は平年比 -1.0°C（同-0.8°C）、西日本は平年比 -0.8°C（同-0.5°C）で20年ぶりの全国的な寒冬となった。この冬は2005年秋にラニーニャ現象が発生し、それまでの顕著な暖秋傾向から一転して冬は極度の低温となった。冬全体は寒冬であったが、ただし2月中旬からは一転して2月15日には静岡市で24.6°Cの2月としては記録的な高温を観測したり下旬は低気圧が日本の北を周期的に通過したため、南から暖かい空気が流れ込んで気温の高い日が多く高温傾向となった。3月は3月13日に強い寒の戻りがあった以外は晴れて暖かい日が多く、北日本では平年を上回った。桜の開花や満開は全国的に平年より早く12月の記録的寒波とは裏腹に春の訪れは遅くなかった。
| 年     | 月   | 北日本      | 東日本      | 西日本      | 南西諸島    | 旬   | 北日本      | 東日本      | 西日本      | 南西諸島    |
| ------ | ---- | ----------- | ----------- | ----------- | ----------- | ---- | ----------- | ----------- | ----------- | ----------- |
| 2005年 | 12月 | -2.0（2位） | -2.9（1位） | -3.0（1位） | -1.6（1位） | 上旬 | -1.5（4位） | -2.0（2位） | -2.3（3位） | -0.8        |
| 2005年 | 12月 | -2.0（2位） | -2.9（1位） | -3.0（1位） | -1.6（1位） | 中旬 | -2.2（2位） | -3.7（1位） | -4.1（1位） | -3.0（1位） |
2007 - 2008年
12月 - 1月は平年並みか暖冬であったが、2月は北日本以外で平年を1°C程度下回る低温となった。2月上旬に南岸低気圧が頻繁に通過し、東海地方と近畿地方の太平洋側で2月の降雪量が平年の2倍以上に達した。但し春の訪れは平年よりかなり早かった。
2010 - 2011年
12月は平年並みか暖冬であったが、南西諸島と九州で寒冬となった。西日本全体では2月の気温が高かったためにトータルでは平年を0.4°Cしか下回らなかった（当時の平年値では平年並みであったが、現在の平年値では寒冬になっている）が、1月までは記録的な寒冬となった。特に12月23日から1月末にかけて、西日本や南西諸島ではほぼ一貫して寒気に覆われた。1月の平均気温の平年比は九州で-2.9 - -3.0°Cとなり1963年以来の低さを記録した。場所によっては-3.0°Cを下回った。2月1日には沖縄県那覇市で最低気温 8.7°Cを記録し、平成になって以来最低気温を記録した。その他の地域でも北海道を除き、平年比 -1.0°Cを超える顕著な負偏差となった。全国平均でも平年を1.61°C下回り、1986年以来、25年ぶりの低温になった。山陰地方や東北地方の内陸部では特に雪が多く、各地で最深積雪記録を更新した。しかし、2月は一変して全国的な暖冬となった。特に、北海道は平年を1.9°C（当時の平年値では+2.4°C）も上回った。しかし、3月は北海道以外で再び低温に転じて春の訪れは遅かった。
2011 - 2012年
南西諸島を除いて寒冬となり、全国平均では平成になって以降では最も低温の冬となった（翌年は一部地域でこれをさらに凌駕する低温となっている）。全国平均で平年を0.86°C下回り、1986年以来26年（四半世紀）ぶりの低温になった。北・東・西日本では3か月を通して低温となり、東・西日本ではこれも26年ぶりである。南西諸島では高温の時期と低温の時期が打ち消しあって、平年並みになった。また、この年は主にアメダスの観測所で最低気温の更新が相次いだ（アメダスは気象官署に比べて統計期間が短いことや郊外にあることが多いことから最低気温が更新されやすい）。1月29日には北海道北斗市で-19.6°C、秋田県大館市で-19.0°C、1月31日には新潟県妙高市関山で-10.5°C、2月1日には福島県桧原で-22.9°C、栃木県那須町で-12.1°C、群馬県みなかみ町で-14.1°Cの観測史上最低気温を記録した。特に、2月3日には宮城県築館町で-18.3°C、長野県野辺山で-26.0°C、同飯島町で-14.1°C、同浪合で-16.3°C、静岡県浜松市天竜区佐久間で-8.1°C、愛知県新城市で-8.1°C、岐阜県大垣市で-7.0°C、兵庫県西脇市で-8.6°C、岡山県奈義町で-15.5°C、山口県秋吉台で-10.1°C、大分県豊後高田市で-6.9°C、同玖珠町で-14.7°C、同由布市湯布院で-13.2°C、同佐伯市で-5.5°C、熊本県甲佐町で-7.2°C、同八代市で-5.5°C、同三角で-4.6°C、同松島と同本渡で-5.6°Cなどを記録した。2月19日にも長野県野沢温泉で-15.5°C、福井県勝山市で-9.8°C、三重県四日市市で-6.3°Cを記録している。特に四日市市は近年の気象官署としては珍しい最低気温の更新となった。平成以降では日本海側では平成18年豪雪以来の大雪となり、山形市で97cm、新潟県上越市高田で224cm、舞鶴市で87cm、鳥取市で71cmの最深積雪を記録した。さらに低温傾向は春（特に3月 - 4月の東北以北）にかけても続き北日本では3年連続で寒春となった。この冬は日本列島に低温、豪雪をもたらすラニーニャ現象が2010年夏から継続的に発生していて、2011年春に一度弱まったものの秋から再び顕著化していた。
2012 - 2013年
この年は弱いエルニーニョの発生年でありながら南西諸島を除き3か月通じて低温状態が続き2年連続で寒冬となった。またこの冬は北極振動が冬の期間を通じて負の状態が続き、12月上旬には強い寒気が流れ込み、名古屋市で3cm、岐阜市で17cm等早い大雪となるなど、12月から低温、大雪が目立った。とりわけ東・西日本では既に11月から寒く4か月連続で低温となった。12月下旬から1月中旬にかけては南西諸島を除き全国的に低温となった。北日本では12月下旬の平年差が-2.5°C、1月上旬の平年差が-3.3°Cとなり、前者は戦後7番、後者は戦後4番目に低い数字となった。北海道の和寒町では12月24日の最高気温が-16.8°Cにしかならず、12月の記録を更新した。旭川市街地でも最低気温は-24.4°Cとなり、およそ半世紀ぶりの極寒のクリスマスとなった。1月14日は低気圧により東京首都圏では広範囲に8 - 20cm前後の大雪となり交通機関が乱れ、28日には千葉県北東部を中心に寒冷渦による大雪となり、内陸部では10 - 20cm前後、銚子地方気象台でも1974年以来の積雪5cmを記録した。2月上旬は九州北部に一時的な下層寒気が流れ込み、2月8日には対馬や平戸島、壱岐などでも日中も氷点下になるなどの記録的な低温をもたらした反面、全地域で2月上旬の気温は正偏差となった。しかしながら、中旬以降は再び強い寒気が流れ込みやすくなり、日本海側内陸部を中心に豪雪となり、冬全体でも寒冬の規模は"平成時代で最も寒い冬"といわれた前年とほぼ同程度であった（地域によっては前年以上の低温となった）。北日本を中心に、山形県や青森県の内陸部では、酸ヶ湯 566cm、肘折 414cm、尾花沢 241cm、弘前 153cmなど記録的な積雪を観測した地点があった。2月下旬は北日本で平年差 -2.4°Cとなり、戦後10位以内に入る低温となった。一方で、沖縄県では1月までは平年並みに経過したが、2月が+1.6°Cとかなり高かったため暖冬に終わった。なお2年連続で3か月続きの低温やエルニーニョ発生年での一冬通じての低温は極めて珍しく、前者は1982年以来、後者は1977年以来である。また、1月および西日本に限れば3年連続の低温になった。さらに低温傾向は北日本を中心に5月上旬まで続き北日本では4年連続で寒春となった。
2013 - 2014年
東日本と沖縄・奄美では、1月下旬から2月はじめを除いては寒気に覆われることが多く、気温は低かった。南西諸島では3年ぶり、東日本では3年連続で寒冬となったが北、西日本ではほぼ平年並となった。最深積雪は山梨県河口湖 143cm、山梨県甲府市 114cm、埼玉県秩父市 98cm、群馬県前橋市 73cmなど。関東地方西部や山梨県では記録的な積雪で、2月の東日本の降雪量は平年比427%であり、1946年から観測史上最多である。しかし、上空の強い寒気の南下は一時的で、日本海側の降雪量は北日本の山沿い等を除いて全般に平年を下回ったところが多く、特に北陸地方の平地では平年を大きく下回った。
2014 - 2015年
気象庁の北冷西暖予想に反して、北日本を除いて寒冬となった。東日本・西日本・南西諸島では12月に強い寒気の南下による気温の低下が大きかったことから、冬の平均気温も低かった。東日本では4年、南西諸島では2年連続の寒冬。特に南西諸島では、過去およそ四半世紀間で3番目に気温が低い冬となった（低い方から、2011年、1996年、2015年）。一方、北日本では1月以降寒気の南下が弱く、気温の高い日が続き、暖冬となった。
2017 - 2018年
全国的に3か月を通して低く、3年ぶりの寒冬となった。特に西日本では1986年以来32年ぶりの寒さとなった。2月7日には福井市で37年ぶりとなる147cmの積雪を観測した。また1月下旬にはさいたま市で-9.8°C、東京都心で-4°Cを記録し、低温注意報も発令された。太平洋側では日照時間が多く、日本海側では積雪量が多くなった。この年はラニーニャ現象が発生しており、偏西風が南に蛇行し、断続的に西日本を中心に寒気が流れ込んだ。一方、北海道は1月上旬が史上最高を更新する記録的高温となるなど、1月を中心に寒気の影響は限定的となり、特に道北内陸部や道東根釧地域を中心に暖冬となった地域もあった。このように顕著な北暖西冷型の冬となった。ただ、3月以降は全国的に気温は比較的高めで推移し、東日本を中心に暖かい春となった。
2021 - 2022年
東日本と西日本で4年ぶりの寒冬となった。この年はラニーニャ現象が発生しており、偏西風が南に大きく蛇行したため、主に北日本から西日本の日本海側を中心に平年より強い寒気が流れ込み、これらの地域では、長期的な厳寒と降雪が続いた。1月6日には関東南部中心に大雪となり、東京都心で10cm、郊外では約20cmの積雪となった。翌日の7日は東京都心で-3.5°C、練馬区で-4.7°C、さいたま市で-8.3°Cなど、関東内陸中心に厳寒となった。2月も各地で大雪となり、全国的に低温となり、中旬から下旬にかけて平年比-4°C以下となった地域もあった。北暖西冷の冬だった一方、北海道では寒気が長続きせずに暖気が流れ込むなどの暖冬で終わった地域もあった。2月25日からは一転して高温傾向となり、3月は寒の戻りの日があったものの、桜の開花も平年より速く、厳冬とは裏腹に春の訪れが速かった。
2022 - 2023年
北日本を中心に寒冬となった。この年は前年に引き続きラニーニャ現象が発生しており、偏西風が南に蛇行したため、主に西日本を中心に平年より強い寒気が流れ込み、これらの地域では、前年に引き続き長期的な厳寒と降雪が続いた。12月18日と19日には北海道日本海側を中心に雪が降り積もり、1月10日は札幌市や小樽市で大雪となり、札幌市小金湯で49cm、小樽市で46cmの積雪となり、統計開始以来1位となった。2月は北日本を除き、一転して高温傾向となり、3月は前年より寒の戻りの日が多く、前年に続いて桜の開花も平年より早く、春の訪れが早かった。
2024 - 2025年
西日本と南西諸島を中心に寒冬となった。偏西風が南に蛇行する時期があったため、12月と2月を中心に強い冬型の気圧配置が持続する時期となった。一方、西日本や南西諸島では冬型の気圧配置が弱まった後も大陸からの冷たい高気圧に覆われやすく、記録的寒冬となった。特に九州地方では、2月の平均気温が2度前後平年を下回る時期もあり、熊本では1986年以来39年ぶりの低さとなった。北日本や東日本でも12月が平年より低い気温で推移したものの、1月に入ると北日本や東日本のみが高温となり、特に北海道は1月の平均気温が各地で過去最高となり、記録的暖冬となった。札幌では-1.2℃となって1991年1月とタイ、帯広では-3.7℃となり、これまでの高温記録を0.2度も塗り替え、道内では31地点で過去最高となった。2月に入ると北海道を除いて再び低温となったが、北海道は2月も記録的高温となり、釧路で-2.2度、旭川で-3.8、網走で-3.1度と観測史上2位の高温となり、斜里町では平年の平均気温を3度以上も上回る異常高温となった。北海道では3か月を通して2014～2015シーズンぶりとなる10年ぶりに平年を1.0度上回る高温となり、1月や2月の平均気温は道内各地で観測史上1位や2位となるなど、前例のないほどの記録的高温となった。北海道は寒気の影響が年明け以降、2か月間も断続して殆ど受けず、網走市での流氷初日は史上最も遅い期日となり、流氷面積も過去最少に匹敵した。また、1月の東北地方から関東地方にかけても太平洋側を中心に寒気の影響は限定的であり、平年並みか暖冬となる地点もあり、関東地方東部の一部では3ヶ月連続で平年の平均気温を上回り、暖冬となるなど気温の変動が大きかった。この冬はこれまで前例のないほどの著しい北暖西冷の年となった。

### その他
1915 - 1916年（前年12月のみ）、1946 - 1947年（前年12月のみ）、1951 - 1952年（北・東日本）、 1955年（1月のみ）、1957 - 1958年（南西諸島のみ）、1959 - 1960年（北海道のみ）、1964年（2月の北海道のみ）、1965 - 1966年（前年12月のみ）、1975年 - 1976年（前年12月のみ）、1979年（1月の北海道のみ）、1986 - 1987年（北海道、南西諸島のみ）、1987 - 1988年（北日本のみ）、1990年（1月のみ）、1991年（2月の北海道のみ）、 1992年（沖縄県、2月の北・東日本の太平洋側のみ）、1996 - 1997年（西日本、南西諸島のみ）、2000年（2月のみ）、2001 - 2002年（前年12月のみ）、2005年（1月・2月のみ）、2016年（1月のみ）、2020 - 2021年（前年12月および北日本のみ）

### 冬期（12、1、2月）の各年の平年比
平均気温平年差、1991 - 2020年の平年値。
- （+）* かなり高い
- （+） 高い
- （0） 平年並
- （-） 低い
- （-）* かなり低い

| 年     | 北日本 | 東日本 | 西日本 | 沖縄・奄美 |
| ------ | ------ | ------ | ------ | ---------- |
| 1946年 | -1.9   | -1.7   | -1.2   | -0.7       |
| 1947年 | -1.6   | -2.3   | -2.0   | -1.4       |
| 1948年 | -1.1   | -1.6   | -1.4   | -1.3       |
| 1949年 | +1.5   | +0.9   | +0.8   | -0.4       |
| 1950年 | -1.0   | -0.4   | 0.0    | +0.1       |
| 1951年 | -1.8   | -1.3   | -1.0   | -1.1       |
| 1952年 | -1.1   | -1.1   | -0.6   | -0.1       |
| 1953年 | -3.0   | -1.4   | -1.1   | -0.7       |
| 1954年 | -0.4   | +0.2   | +0.8   | +0.5       |
| 1955年 | -0.7   | -0.4   | -0.6   | -1.0       |
| 1956年 | -0.5   | -0.9   | -1.0   | -1.5       |
| 1957年 | -1.3   | -1.5   | -1.5   | -1.0       |
| 1958年 | +0.2   | -0.1   | -0.3   | -0.8       |
| 1959年 | +0.3   | +0.4   | +0.6   | 0.0        |
| 1960年 | -0.9   | 0.0    | 0.0    | 0.0        |
| 1961年 | -1.7   | -1.5   | -1.7   | -1.4       |
| 1962年 | -0.3   | -0.7   | -0.9   | -1.3       |
| 1963年 | -0.2   | -1.9   | -2.4   | -3.3       |
| 1964年 | -0.7   | -0.5   | -0.3   | -0.7       |
| 1965年 | -0.5   | -0.9   | -0.9   | -0.8       |
| 1966年 | -0.7   | -0.5   | -0.5   | 0.0        |
| 1967年 | -2.0   | -1.8   | -1.6   | -1.3       |
| 1968年 | -1.1   | -2.1   | -2.7   | -2.9       |
| 1969年 | -0.5   | +0.3   | +0.5   | +0.4       |
| 1970年 | -1.7   | -1.3   | -1.4   | -1.3       |
| 1971年 | -1.1   | -1.1   | -1.1   | -1.4       |
| 1972年 | -0.1   | +0.3   | +0.4   | 0.0        |
| 1973年 | +0.8   | +0.2   | +0.3   | +0.5       |
| 1974年 | -0.6   | -2.1   | -2.0   | -1.8       |
| 1975年 | -1.9   | -1.6   | -1.0   | -0.1       |
| 1976年 | -0.7   | -0.7   | -0.4   | -1.1       |
| 1977年 | -2.6   | -2.1   | -2.4   | -1.4       |
| 1978年 | -1.7   | -0.7   | -0.3   | -0.7       |
| 1979年 | +0.3   | +0.9   | +0.8   | +0.1       |
| 1980年 | -0.5   | -0.4   | -0.8   | -0.7       |
| 1981年 | -0.8   | -1.9   | -2.2   | -1.6       |
| 1982年 | -0.8   | -1.0   | -1.1   | -1.2       |
| 1983年 | -0.2   | -0.4   | -0.7   | -0.7       |
| 1984年 | -2.1   | -2.9   | -2.6   | -1.9       |
| 1985年 | -1.6   | -1.2   | -1.0   | -0.5       |
| 1986年 | -2.3   | -2.2   | -2.4   | -1.9       |
| 1987年 | -0.8   | 0.0    | +0.3   | -0.7       |
| 1988年 | -1.0   | -0.2   | -0.2   | +0.4       |
| 1989年 | +1.1   | +0.6   | +0.7   | -0.1       |
| 1990年 | +0.4   | +0.4   | +0.6   | -0.2       |
| 1991年 | +1.4   | -0.1   | -0.4   | -0.3       |
| 1992年 | +0.4   | +0.5   | +0.6   | -0.5       |
| 1993年 | +0.9   | +0.7   | +0.7   | -0.1       |
| 1994年 | +0.1   | -0.3   | -0.2   | -0.2       |
| 1995年 | -0.2   | -0.1   | 0.0    | -0.4       |
| 1996年 | -0.2   | -1.1   | -1.3   | -0.9       |
| 1997年 | +0.5   | -0.2   | -0.4   | -0.7       |
| 1998年 | -0.5   | +0.3   | +0.8   | +0.9       |
| 1999年 | -0.2   | +0.1   | +0.3   | +0.5       |
| 2000年 | -0.3   | -0.1   | -0.5   | -0.3       |
| 2001年 | -1.9   | -0.6   | -0.1   | +0.8       |
| 2002年 | +0.1   | +0.2   | +0.3   | -0.2       |
| 2003年 | -1.0   | -0.6   | -0.2   | -0.2       |
| 2004年 | +0.9   | +0.4   | +0.1   | -0.4       |
| 2005年 | -0.3   | +0.1   | 0.0    | +0.1       |
| 2006年 | -1.0   | -1.3   | -1.0   | -0.3       |
| 2007年 | +1.1   | +1.2   | +1.1   | +0.6       |
| 2008年 | -0.5   | -0.5   | -0.1   | 0.0        |
| 2009年 | +1.2   | +1.0   | +0.6   | +0.5       |
| 2010年 | +0.2   | +0.3   | +0.5   | 0.0        |
| 2011年 | +0.4   | -0.1   | -0.7   | -1.1       |
| 2012年 | -1.6   | -1.1   | -1.0   | -0.3       |
| 2013年 | -1.4   | -1.1   | -0.9   | +0.1       |
| 2014年 | -0.1   | -0.5   | -0.4   | -0.6       |
| 2015年 | +0.5   | -0.4   | -0.5   | -0.8       |
| 2016年 | +0.8   | +1.1   | +0.7   | +0.3       |
| 2017年 | +0.3   | +0.5   | +0.5   | +0.8       |
| 2018年 | -0.7   | -1.0   | -1.5   | -0.6       |
| 2019年 | +0.2   | +0.8   | +1.1   | +1.5       |
| 2020年 | +0.9   | +1.9   | +1.8   | +1.0       |
| 2021年 | -0.4   | +0.7   | +0.6   | +0.1       |
| 2022年 | +0.1   | -0.5   | -0.5   | 0.0        |
| 2023年 | -0.3   | +0.3   | 0.0    | +0.3       |
| 2024年 | +1.1   | +1.6   | +1.5   | +1.0       |
| 2025年 | +0.7   | +0.1   | -0.7   | -0.8       |

## 比喩表現
上記から転じて、非常に厳しい状態を「厳冬」・「寒冬」と表現することもある。特にストーブリーグでは時期になぞらえて、大幅減俸など圧倒的に選手側不利な契約更改を「厳冬更改」と表現することが多い。